# Pavel Konečný
Pavel Konečný (* 28. Mai 1943) ist ein ehemaliger tschechoslowakischer Radrennfahrer und nationaler Meister im Radsport.

## Sportliche Laufbahn
Konečný war Straßenradsportler. Sein bedeutendster sportlicher Erfolg war der Sieg in der Slowakei-Rundfahrt 1966 vor Pavel Doležel. 1965 war er Zweiter in diesem Etappenrennen hinter Jiří Háva geworden. 1967 wurde er Dritter.
1971 gewann er die nationale Meisterschaft im Mannschaftszeitfahren. Er bestritt das Milk Race 1963 (44. Platz), 1970 (4. Platz) und 1971 (13. Platz), die Tour de l’Avenir 1967 (19. Platz) und die Irland-Rundfahrt 1968. Die Internationale Friedensfahrt fuhr er zweimal. 1966 wurde er 33. und 1968 30. der Gesamtwertung.